# Bussière-Nouvelle
Bussière-Nouvelle är en kommun i departementet Creuse i regionen Nouvelle-Aquitaine i de centrala delarna av Frankrike. Kommunen ligger i kantonen Auzances som tillhör arrondissementet Aubusson. År 2022 hade Bussière-Nouvelle 75 invånare.

## Befolkningsutveckling
Antalet invånare i kommunen Bussière-Nouvelle
Referens:INSEE